# Kultura klaktońska
Kultura klaktońska – jedna z najstarszych kultur dolnego paleolitu, występująca na terenach północnej części zachodniej Europy.

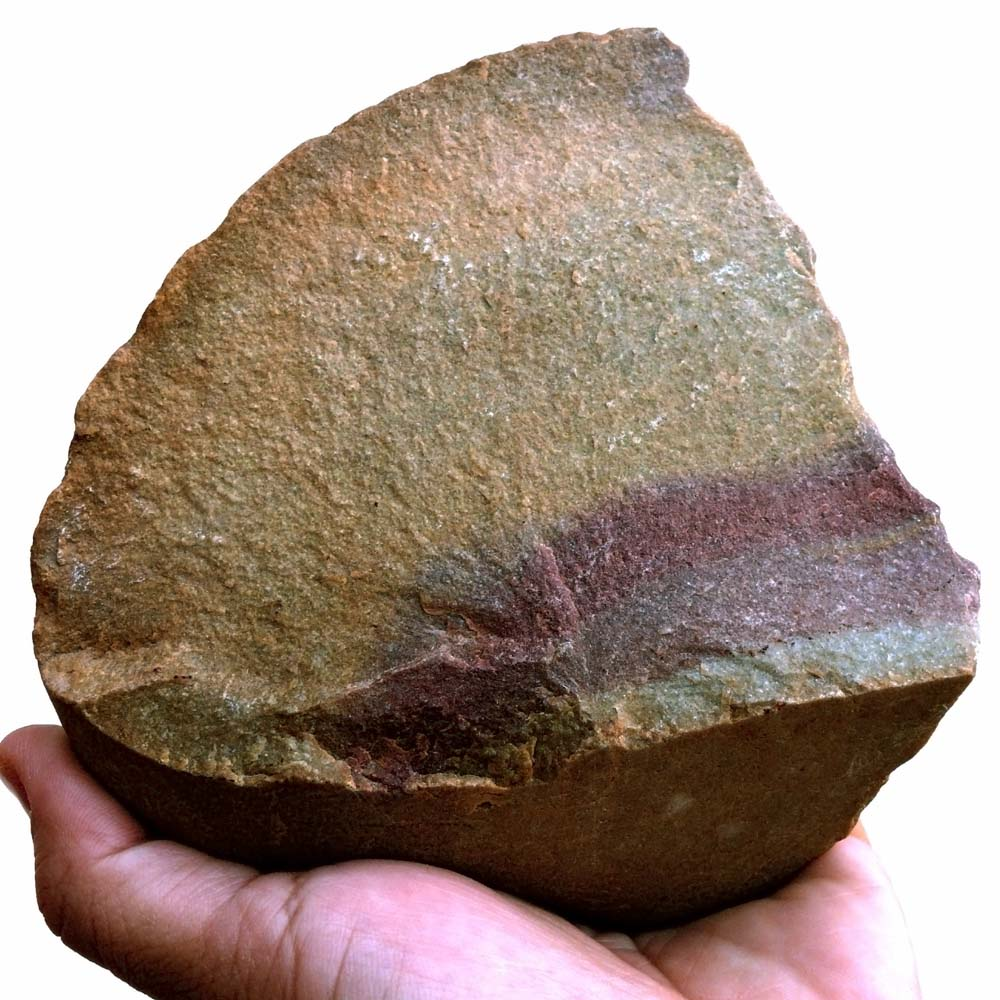
Przykład obróbki techniką klaktońską.

## Kryteria wydzielania
Nazwa tej kultury pochodzi od stanowiska eponimicznego Clacton-on-Sea w Wielkiej Brytanii w hrabstwie Essex.
Jej cechą charakterystyczną jest prymitywna technika klaktońska, polegająca na pozyskiwaniu zdatnego do dalszej obróbki półsurowca odłupkowego (słupkowego). Z tych odłupków wykonywano ostrza, rylce i inne narzędzia.

## Chronologia, geneza, zanik
Najstarsze narzędzia krzemienne z tej kultury odkryto niedaleko miejscowości Clacton-on-Sea. Rozwijała się około 550 - 475 tysięcy lat temu zwłaszcza w basenie Tamizy. W starszych inwentarzach narzędziowych tej kultury występują licznie nacinaki nawiązujące do olduwajskich, lecz zanikają one w miarę jej rozwoju. Występowały również liczne odłupkowe narzędzia wnękowe, ze szczególnym rodzajem spiczastego ostrza formowanego przez dwie wnęki przy wierzchołku, a w późniejszym okresie liczne masywne zgrzebła. W młodszych inwentarzach narzędziowych zanikają elementy olduwajskie, a pojawiają się aszelskie bez pięściaków i techniki lewaluaskiej.